# 6 Heures de Shanghai 2018
Navigation
Édition précédente Édition suivante
Les 6 Heures de Shanghai 2018 est la cinquième manche du championnat du monde d'endurance FIA 2018-2019 et la 7e édition de l'épreuve.

## La course

### Classement de la course
Voici le classement officiel au terme de la course.
- Les premiers de chaque catégorie du championnat du monde sont signalés par un fond jaune.
- Pour la colonne Pneus, il faut passer le curseur au-dessus du modèle pour connaître le manufacturier de pneumatiques.

| Pos  | Classe    | no | Écurie                    | Pilotes                                                 | Châssis                        | Pneus | Tours | Temps             |
| Pos  | Classe    | no | Écurie                    | Pilotes                                                 | Moteur                         | Pneus | Tours | Temps             |
| ---- | --------- | -- | ------------------------- | ------------------------------------------------------- | ------------------------------ | ----- | ----- | ----------------- |
| 1    | LMP1      | 7  | Toyota Gazoo Racing       | Mike Conway Kamui Kobayashi José María López            | Toyota TS050 Hybrid            | M     | 113   | 6 h 01 m 46 s 414 |
| 1    | LMP1      | 7  | Toyota Gazoo Racing       | Mike Conway Kamui Kobayashi José María López            | Toyota 2,4 L V6 Bi-Turbo       | M     | 113   | 6 h 01 m 46 s 414 |
| 2    | LMP1      | 8  | Toyota Gazoo Racing       | Fernando Alonso Sébastien Buemi Kazuki Nakajima         | Toyota TS050 Hybrid            | M     | 113   | + 1 s 419         |
| 2    | LMP1      | 8  | Toyota Gazoo Racing       | Fernando Alonso Sébastien Buemi Kazuki Nakajima         | Toyota 2,4 L V6 Bi-Turbo       | M     | 113   | + 1 s 419         |
| 3    | LMP1      | 11 | SMP Racing                | Mikhail Aleshin Jenson Button Vitaly Petrov             | BR Engineering BR1             | M     | 112   | + 1 tour          |
| 3    | LMP1      | 11 | SMP Racing                | Mikhail Aleshin Jenson Button Vitaly Petrov             | AER P60B 2,4 L V6 Bi-Turbo     | M     | 112   | + 1 tour          |
| 4    | LMP1      | 1  | Rebellion Racing          | Neel Jani André Lotterer Bruno Senna                    | Rebellion R13                  | M     | 112   | + 1 tour          |
| 4    | LMP1      | 1  | Rebellion Racing          | Neel Jani André Lotterer Bruno Senna                    | Gibson GK458 4,5 L V8 Atmo     | M     | 112   | + 1 tour          |
| 5    | LMP1      | 3  | Rebellion Racing          | Mathias Beche Thomas Laurent Gustavo Menezes            | Rebellion R13                  | M     | 110   | + 3 tours         |
| 5    | LMP1      | 3  | Rebellion Racing          | Mathias Beche Thomas Laurent Gustavo Menezes            | Gibson GK458 4,5 L V8 Atmo     | M     | 110   | + 3 tours         |
| 6    | LMP1      | 10 | DragonSpeed               | Ben Hanley James Allen Renger van der Zande             | BR Engineering BR1             | M     | 110   | + 3 tours         |
| 6    | LMP1      | 10 | DragonSpeed               | Ben Hanley James Allen Renger van der Zande             | Gibson GL458 4,5 L V8 Atmo     | M     | 110   | + 3 tours         |
| 7    | LMGTE Pro | 95 | Aston Martin Racing       | Marco Sørensen Nicki Thiim                              | Aston Martin Vantage AMR       | M     | 109   | + 4 tours         |
| 7    | LMGTE Pro | 95 | Aston Martin Racing       | Marco Sørensen Nicki Thiim                              | Aston Martin 4,0 L V8 Bi-Turbo | M     | 109   | + 4 tours         |
| 8    | LMP2      | 38 | Jackie Chan DC Racing     | Gabriel Aubry Stéphane Richelmi Ho-Pin Tung             | Oreca 07                       | D     | 109   | + 4 tours         |
| 8    | LMP2      | 38 | Jackie Chan DC Racing     | Gabriel Aubry Stéphane Richelmi Ho-Pin Tung             | Gibson GK428 4,2 L V8 Atmo     | D     | 109   | + 4 tours         |
| 9    | LMGTE Pro | 91 | Porsche GT Team           | Gianmaria Bruni Richard Lietz                           | Porsche 911 RSR                | M     | 109   | + 4 tours         |
| 9    | LMGTE Pro | 91 | Porsche GT Team           | Gianmaria Bruni Richard Lietz                           | Porsche 4,0 L Flat-6 Atmo      | M     | 109   | + 4 tours         |
| 10   | LMGTE Pro | 92 | Porsche GT Team           | Michael Christensen Kévin Estre                         | Porsche 911 RSR                | M     | 109   | + 4 tours         |
| 10   | LMGTE Pro | 92 | Porsche GT Team           | Michael Christensen Kévin Estre                         | Porsche 4,0 L Flat-6 Atmo      | M     | 109   | + 4 tours         |
| 11   | LMGTE Pro | 97 | Aston Martin Racing       | Alex Lynn Maxime Martin                                 | Aston Martin Vantage AMR       | M     | 109   | + 4 tours         |
| 11   | LMGTE Pro | 97 | Aston Martin Racing       | Alex Lynn Maxime Martin                                 | Aston Martin 4,0 L V8 Bi-Turbo | M     | 109   | + 4 tours         |
| 12   | LMP2      | 31 | DragonSpeed               | Anthony Davidson Roberto González Pastor Maldonado      | Oreca 07                       | M     | 109   | + 4 tours         |
| 12   | LMP2      | 31 | DragonSpeed               | Anthony Davidson Roberto González Pastor Maldonado      | Gibson GK428 4,2 L V8 Atmo     | M     | 109   | + 4 tours         |
| 13   | LMGTE Pro | 51 | AF Corse                  | James Calado Alessandro Pier Guidi                      | Ferrari 488 GTE Evo            | M     | 109   | + 4 tours         |
| 13   | LMGTE Pro | 51 | AF Corse                  | James Calado Alessandro Pier Guidi                      | Ferrari F154CB 3,9 L V8 Turbo  | M     | 109   | + 4 tours         |
| 14   | LMP2      | 36 | Singatech Alpine Matmut   | Nicolas Lapierre André Negrão Pierre Thiriet            | Alpine A470                    | D     | 109   | + 4 tours         |
| 14   | LMP2      | 36 | Singatech Alpine Matmut   | Nicolas Lapierre André Negrão Pierre Thiriet            | Gibson GK428 4,2 L V8 Atmo     | D     | 109   | + 4 tours         |
| 15   | LMGTE Pro | 71 | AF Corse                  | Sam Bird Davide Rigon                                   | Ferrari 488 GTE Evo            | M     | 109   | + 4 tours         |
| 15   | LMGTE Pro | 71 | AF Corse                  | Sam Bird Davide Rigon                                   | Ferrari F154CB 3,9 L V8 Turbo  | M     | 109   | + 4 tours         |
| 16   | LMGTE Pro | 66 | Ford Chip Ganassi Team UK | Stefan Mücke Olivier Pla                                | Ford GT                        | M     | 109   | + 4 tours         |
| 16   | LMGTE Pro | 66 | Ford Chip Ganassi Team UK | Stefan Mücke Olivier Pla                                | Ford EcoBoost 3,5 L V6 Turbo   | M     | 109   | + 4 tours         |
| 17   | LMGTE Pro | 64 | Corvette Racing           | Oliver Gavin Tommy Milner                               | Chevrolet Corvette C7.R        | M     | 109   | + 4 tours         |
| 17   | LMGTE Pro | 64 | Corvette Racing           | Oliver Gavin Tommy Milner                               | Chevrolet LT 5,5 l V8 Atmo     | M     | 109   | + 4 tours         |
| 18   | LMGTE Pro | 81 | BMW Team MTEK (en)        | Nick Catsburg Martin Tomczyk                            | BMW M8 GTE                     | M     | 109   | + 4 tours         |
| 18   | LMGTE Pro | 81 | BMW Team MTEK (en)        | Nick Catsburg Martin Tomczyk                            | BMW S63 4,0 L V8 Bi-Turbo      | M     | 109   | + 4 tours         |
| 19   | LMGTE Pro | 67 | Ford Chip Ganassi Team UK | Andy Priaulx Harry Tincknell                            | Ford GT                        | M     | 109   | + 4 tours         |
| 19   | LMGTE Pro | 67 | Ford Chip Ganassi Team UK | Andy Priaulx Harry Tincknell                            | Ford EcoBoost 3,5 L V6 Turbo   | M     | 109   | + 4 tours         |
| 20   | LMGTE Pro | 82 | BMW Team MTEK (en)        | António Félix da Costa Tom Blomqvist                    | BMW M8 GTE                     | M     | 108   | + 5 tours         |
| 20   | LMGTE Pro | 82 | BMW Team MTEK (en)        | António Félix da Costa Tom Blomqvist                    | BMW S63 4,0 L V8 Bi-Turbo      | M     | 108   | + 5 tours         |
| 21   | LMGTE Am  | 77 | Dempsey – Proton Racing   | Julien Andlauer Matt Campbell Christian Ried            | Porsche 911 RSR                | M     | 108   | + 5 tours         |
| 21   | LMGTE Am  | 77 | Dempsey – Proton Racing   | Julien Andlauer Matt Campbell Christian Ried            | Porsche 4,0 L Flat-6 Atmo      | M     | 108   | + 5 tours         |
| 22   | LMGTE Am  | 56 | Team Project 1            | Jörg Bergmeister Patrick Lindsey Egidio Perfetti        | Porsche 911 RSR                | M     | 108   | + 5 tours         |
| 22   | LMGTE Am  | 56 | Team Project 1            | Jörg Bergmeister Patrick Lindsey Egidio Perfetti        | Porsche 4,0 L Flat-6 Atmo      | M     | 108   | + 5 tours         |
| 23   | LMGTE Am  | 88 | Dempsey – Proton Racing   | Khaled Al Qubaisi Riccardo Pera Matteo Cairoli          | Porsche 911 RSR                | M     | 108   | + 5 tours         |
| 23   | LMGTE Am  | 88 | Dempsey – Proton Racing   | Khaled Al Qubaisi Riccardo Pera Matteo Cairoli          | Porsche 4,0 L Flat-6 Atmo      | M     | 108   | + 5 tours         |
| 24   | LMP2      | 37 | Jackie Chan DC Racing     | Jazeman Jaafar Nabil Jeffri Weiron Tan                  | Oreca 07                       | D     | 108   | + 5 tours         |
| 24   | LMP2      | 37 | Jackie Chan DC Racing     | Jazeman Jaafar Nabil Jeffri Weiron Tan                  | Gibson GK428 4,2 L V8 Atmo     | D     | 108   | + 5 tours         |
| 25   | LMGTE Am  | 54 | Spirit of Race            | Francesco Castellacci Giancarlo Fisichella Thomas Flohr | Ferrari 488 GTE Evo            | M     | 108   | + 5 tours         |
| 25   | LMGTE Am  | 54 | Spirit of Race            | Francesco Castellacci Giancarlo Fisichella Thomas Flohr | Ferrari F154CB 3,9 L V8 Turbo  | M     | 108   | + 5 tours         |
| 26   | LMGTE Am  | 98 | Aston Martin Racing       | Paul Dalla Lana Pedro Lamy Mathias Lauda                | Aston Martin Vantage GTE       | M     | 108   | + 5 tours         |
| 26   | LMGTE Am  | 98 | Aston Martin Racing       | Paul Dalla Lana Pedro Lamy Mathias Lauda                | Aston Martin 4,5 L V8 Atmo     | M     | 108   | + 5 tours         |
| 27   | LMGTE Am  | 70 | MR Racing                 | Olivier Beretta Eddie Cheever III (en) Motoaki Ishikawa | Ferrari 488 GTE Evo            | M     | 107   | + 6 tours         |
| 27   | LMGTE Am  | 70 | MR Racing                 | Olivier Beretta Eddie Cheever III (en) Motoaki Ishikawa | Ferrari F154CB 3,9 L V8 Turbo  | M     | 107   | + 6 tours         |
| 28   | LMGTE Am  | 61 | Clearwater Racing         | Matt Griffin Keita Sawa Weng Sun Mok                    | Ferrari 488 GTE Evo            | M     | 107   | + 6 tours         |
| 28   | LMGTE Am  | 61 | Clearwater Racing         | Matt Griffin Keita Sawa Weng Sun Mok                    | Ferrari F154CB 3,9 L V8 Turbo  | M     | 107   | + 6 tours         |
| 29   | LMGTE Am  | 90 | TF Sport                  | Jonathan Adam Charlie Eastwood Salih Yoluç              | Aston Martin Vantage GTE       | M     | 105   | + 8 tours         |
| 29   | LMGTE Am  | 90 | TF Sport                  | Jonathan Adam Charlie Eastwood Salih Yoluç              | Aston Martin 4,5 L V8 Atmo     | M     | 105   | + 8 tours         |
| 30   | LMGTE Am  | 86 | Gulf Racing UK            | Michael Wainwright Ben Barker Thomas Preining           | Porsche 911 RSR                | M     | 100   | + 13 tours        |
| 30   | LMGTE Am  | 86 | Gulf Racing UK            | Michael Wainwright Ben Barker Thomas Preining           | Porsche 4,0 L Flat-6 Atmo      | M     | 100   | + 13 tours        |
| 31   | LMP2      | 29 | Racing Team Nederland     | Frits van Eerd Giedo van der Garde Nyck de Vries        | Dallara P217                   | M     | 99    | + 14 tours        |
| 31   | LMP2      | 29 | Racing Team Nederland     | Frits van Eerd Giedo van der Garde Nyck de Vries        | Gibson GK428 4,2 L V8 Atmo     | M     | 99    | + 14 tours        |
| 32   | LMP2      | 50 | Larbre Compétition        | Erwin Creed Romano Ricci Enzo Guibbert                  | Ligier JS P217                 | M     | 75    | + 38 tours        |
| 32   | LMP2      | 50 | Larbre Compétition        | Erwin Creed Romano Ricci Enzo Guibbert                  | Gibson GK428 4,2 L V8 Atmo     | M     | 75    | + 38 tours        |
| NC.  | LMP2      | 28 | TDS Racing                | Loïc Duval François Perrodo Loic Duval                  | Oreca 07                       | D     | 108   | Non classé        |
| NC.  | LMP2      | 28 | TDS Racing                | Loïc Duval François Perrodo Loic Duval                  | Gibson GK428 4,2 L V8 Atmo     | D     | 108   | Non classé        |
| NC.  | LMP1      | 17 | SMP Racing                | Egor Orudzhev Stéphane Sarrazin Matevos Isaakyan        | BR Engineering BR1             | M     | 100   | Non classé        |
| NC.  | LMP1      | 17 | SMP Racing                | Egor Orudzhev Stéphane Sarrazin Matevos Isaakyan        | AER P60B 2,4 L V6 Bi-Turbo     | M     | 100   | Non classé        |
| Abd. | LMP1      | 4  | ByKolles Racing Team      | Oliver Webb Tom Dillmann James Rossiter                 | ENSO CLM P1/01                 | M     | 50    | Moteur            |
| Abd. | LMP1      | 4  | ByKolles Racing Team      | Oliver Webb Tom Dillmann James Rossiter                 | Nismo VRX30A 3,0 L V6 Turbo    | M     | 50    | Moteur            |

## Pole position et record du tour
- Pole position :  Kamui Kobayashi (#7 Toyota Gazoo Racing) en 1 min 42 s 708
- Meilleur tour en course :  Kazuki Nakajima (#8 Toyota Gazoo Racing) en 2 min 01 s 381

## Tours en tête
- no 7 Toyota TS050 Hybrid - Toyota Gazoo Racing : 64 tours (1-9 / 58-101 / 103-113)[2]
- no 8 Toyota TS050 Hybrid - Toyota Gazoo Racing : 39 tours (10-27 / 38-57 / 102)
- no 17 BR Engineering BR1 - SMP Racing : 8 tours (28-35)
- no 1 Rebellion R13 - Rebellion Racing : 2 tours (36-37)

## À noter
- Longueur du circuit : 5,451 km
- Distance parcourue par les vainqueurs : 615,963 km